# Boule puante

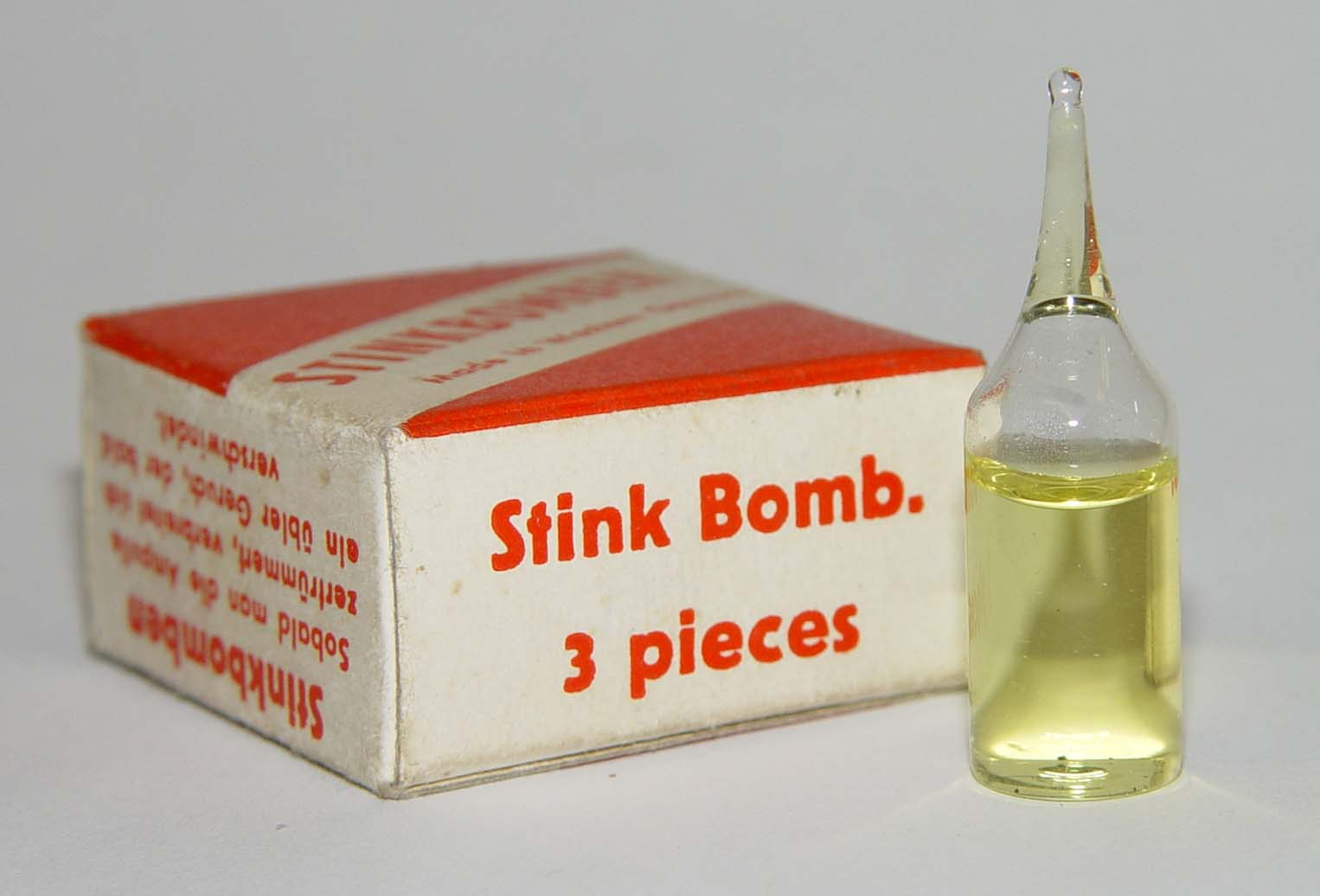
Des boules puantes.

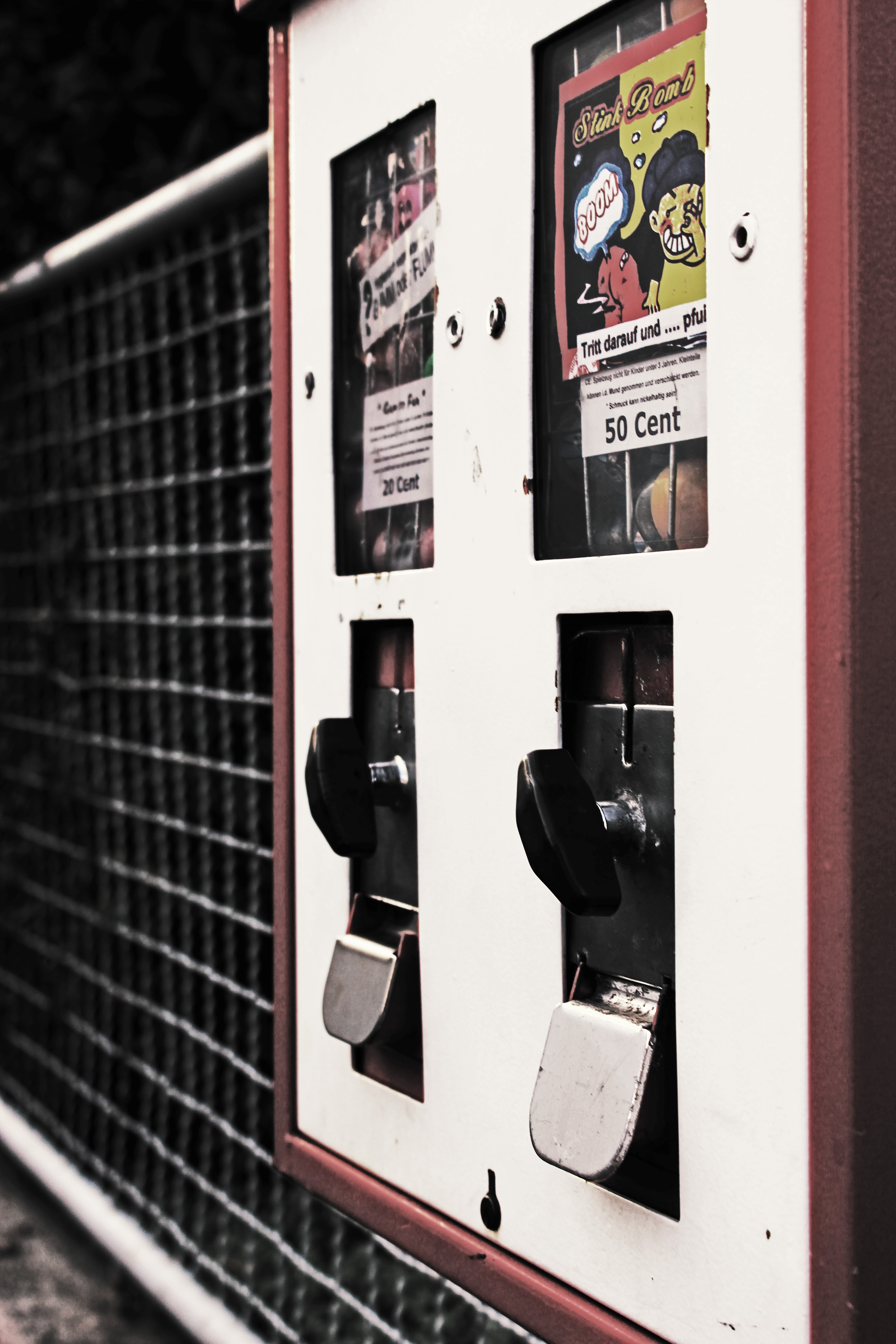
Distributeur automatique de boules puantes près de Stuttgart, en Allemagne

La boule puante est un accessoire de farces et attrapes destiné à produire une odeur nauséabonde.
On peut également trouver des boules puantes sous forme de petits sachets d'aluminium plastifiés.

## Composition
En général, des composés organiques volatils de faible poids moléculaire sont utilisés. Plus le poids moléculaire est élevé pour une classe de composés donnée, plus la volatilité et la concentration initiale sont faibles, mais plus la persistance est longue. Certains produits chimiques (généralement les thiols) ont un certain seuil de concentration au-delà duquel l'odeur perçue n'est pas plus forte ; par conséquent, un composé à faible volatilité est capable de fournir une odeur d'intensité comparable à celle d'un composé à volatilité plus élevée, mais durant plus longtemps. Un autre problème est la température de fonctionnement, dont dépend fortement la volatilité du composé. Il convient d'être prudent car certains composés sont toxiques à forte concentration ou à faible concentration en cas d’exposition prolongée.
Certaines plantes sont utilisées comme bombes puantes improvisées ; l'une d'entre elles est la Parkia speciosa ou « haricot puant », qui pousse en Inde, en Asie du Sud-Est et en Australie orientale. Les gousses de cette plante sont récoltées lorsqu'elles sont partiellement séchées et piétinées, afin de libérer la puanteur.
Les composants ci-après sont communément utilisés :
- les composés organosulfurés :
  - le méthanethiol (rarement utilisé ; c'est un gaz et donc plus difficile à manipuler que les liquides)
  - éthanethiol, dont l'odeur ressemble à celle des poireaux, des oignons, du durian ou du chou cuit
  - propanethiol
  - butanethiol, odeur similaire à celle d'une mouffette.
- composés sulfurés inorganiques
  - sulfure d'ammonium, œufs pourris
  - sulfure d'hydrogène, œufs pourris
- acides carboxyliques :
  - acide propionique, sueur
  - acide butyrique, produits laitiers rances ou vomi
  - acide valérique, odeur de pieds sales
  - acide caproïque, odeur de fromage et de chèvre
- aldéhydes (par exemple, le butanal)
- amines
  - triéthylamine, odeur de poisson pourri
  - éthanolamine, odeur d’ammoniaque
  - putrescine, viande pourrie
  - cadavérine, viande avariée
- composés hétérocycliques
  - indole, odeur d'excréments
  - scatol, odeur d'excréments

## Dangerosité
Si les boules puantes sont utilisées conformément aux instructions, elles ne sont pas dangereuses. Les instructions impliquent l'utilisation à petite dose d'une seule boule puante et une brève exposition dans un endroit suffisamment aéré. Les composés des boules puantes sont cependant toxiques à des concentrations élevées ou après une exposition prolongée à de faibles concentrations. Certains produits chimiques, comme le sulfure d'hydrogène, sont très toxiques et inflammables. L'utilisation simultanée de trop de boules puantes peut être dangereuse. Les petites quantités utilisées dans une seule boule puante peuvent provoquer une irritation des yeux ou de la peau, qui devrait disparaître dans les 72 heures (7 jours en cas d'exposition grave des yeux).
La classique odeur d'œuf pourri produite par une bombe puante est due à la décomposition du sulfure d'ammonium contenu dans la bombe puante en sulfure d'hydrogène et en ammoniac. Le sulfure d'hydrogène est l'un des gaz les plus toxiques connus et peut être mortel. Les boules puantes, cependant, ne sont pas susceptibles de tuer des gens car elles ne produisent pas beaucoup de gaz et celui-ci se disperse rapidement.